# Mall of Asia Arena
La Mall of Asia Arena è un'arena situata in Pasay, nelle Filippine. Capace di contenere un massimo di 20.000 persone, l'apertura fu ufficialmente inaugurata il 16 giugno 2012. Oltre che essere la sede alternativa della lega maschile di basketball PBA e dell'associazione sportiva universitaria NCAA, tende ad essere frequentemente scelta dagli artisti internazionali come luogo dei propri concerti. La prima in assoluto ad esibirsi fu Lady Gaga con un doppio concerto sold out tenutosi il 21 e 22 maggio 2012 durante il suo Born This Way Ball, e, più recentemente, il doppio concerto tenuto da Madonna per il suo Rebel Heart Tour il 24 e 25 febbraio 2016 è divenuto il più costoso del Paese, con un prezzo medio di ₱34,913. Fra gli altri, vanno annoverate le esibizioni di: Taylor Swift, Bruno Mars, Rihanna, Imagine Dragons, Ed Sheeran, Jennifer Lopez, Mariah Carey, Blackpink, Ariana Grande e Britney Spears (con un concerto da più di 20,000 persone).
Nel 2016 ha ospitato il campionato mondiale per club FIVB di pallavolo femminile.
Nel 2017 ha ospitato la 65ª edizione di Miss Universo.
Ospita anche alcuni eventi della promotion singaporiana di arti marziali miste ONE Championship.
Nel settembre 2023, ha ospitato le fasi finali dei mondiali maschili di basket.